# Parco nazionale di Mouling
Il parco nazionale di Mouling è un'area naturale protetta indiana che occupa una superficie di 483 km². Comprende parte del distretto dell'Alto Siang nello stato indiano dell'Arunachal Pradesh nell'India nordorientale. 
Il nome deriva da quello di un monte che si trova nelle vicinance, Mouling peak, Mouling è un termine Adi che significa "veleno rosso" e deriva da un estratto ricavato da una pianta che si trova nell'area. 
Il territorio del parco si estende fino ad una quota di 3064 m s.l.m. comprendendo diversi tipi di vegetazione dalla foresta pluviale tropicale fino alle foreste di conifere. 
Il parco è situato in un'area priva di infrastrutture e quindi difficilmente raggiungibile, questo ne ha preservato l'elevata biodiversità, tra le specie animali presenti vi sono il panda rosso, l'hoolock e la tigre e diverse specie di cervidi. Vi si trovano inoltre bufali d'acqua, leopardi, elefanti, cervi porcini, muntjak, sambar indiani. Numerose anche le specie di uccelli, nel parco ne sono state contate 114 appartenenti a 38 diverse famiglie. 